# John Rambo (friidrottare)
John Barnett Rambo, född 9 augusti 1943 i Atlanta i Texas, död 8 januari 2022 i Paramount i Kalifornien, var en amerikansk friidrottare.
Rambo blev olympisk bronsmedaljör i höjdhopp vid olympiska sommarspelen 1964 i Tokyo.